# Lítla Dímun
Lítla Dímun (danskinspirerad äldre namnform: Lilla Dimon) är en liten ö belägen mellan öarna Stóra Dímun och Suðuroy i Färöarna. Ön är den allra minsta av de 18 öar som utgör ögruppen och är mindre än en kvadratkilometer stor. Ön kan ses från byarna Hvalba och Sandvík på Suðuroy.
Ön är den enda av Färöarnas öar som är obebodd, om man bortser från holmar och skär. De enda djur som lever där är får och havsfåglar. För att komma upp på den bergiga ön finns rep som fårägarna hängt upp. Man kan endast besöka ön vid gynnsamt väder. Det är endast den södra delen av ön som man kan komma upp på, om man inte är en skicklig bergsklättrare, eftersom det är den enda delen som inte är full av klippor. Resten av ön täcks av berget Slættirnir med sina 413 meter över havet, med dess högsta punkt Rávan, 414 meter. 

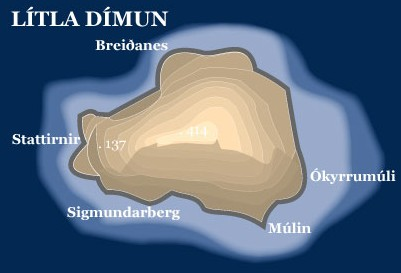
Karta över Lítla Dímun
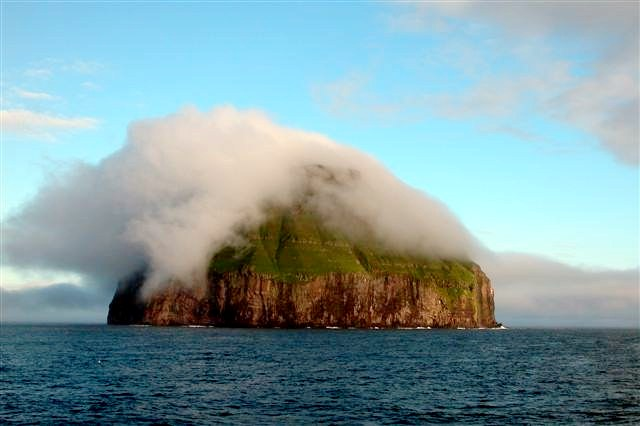
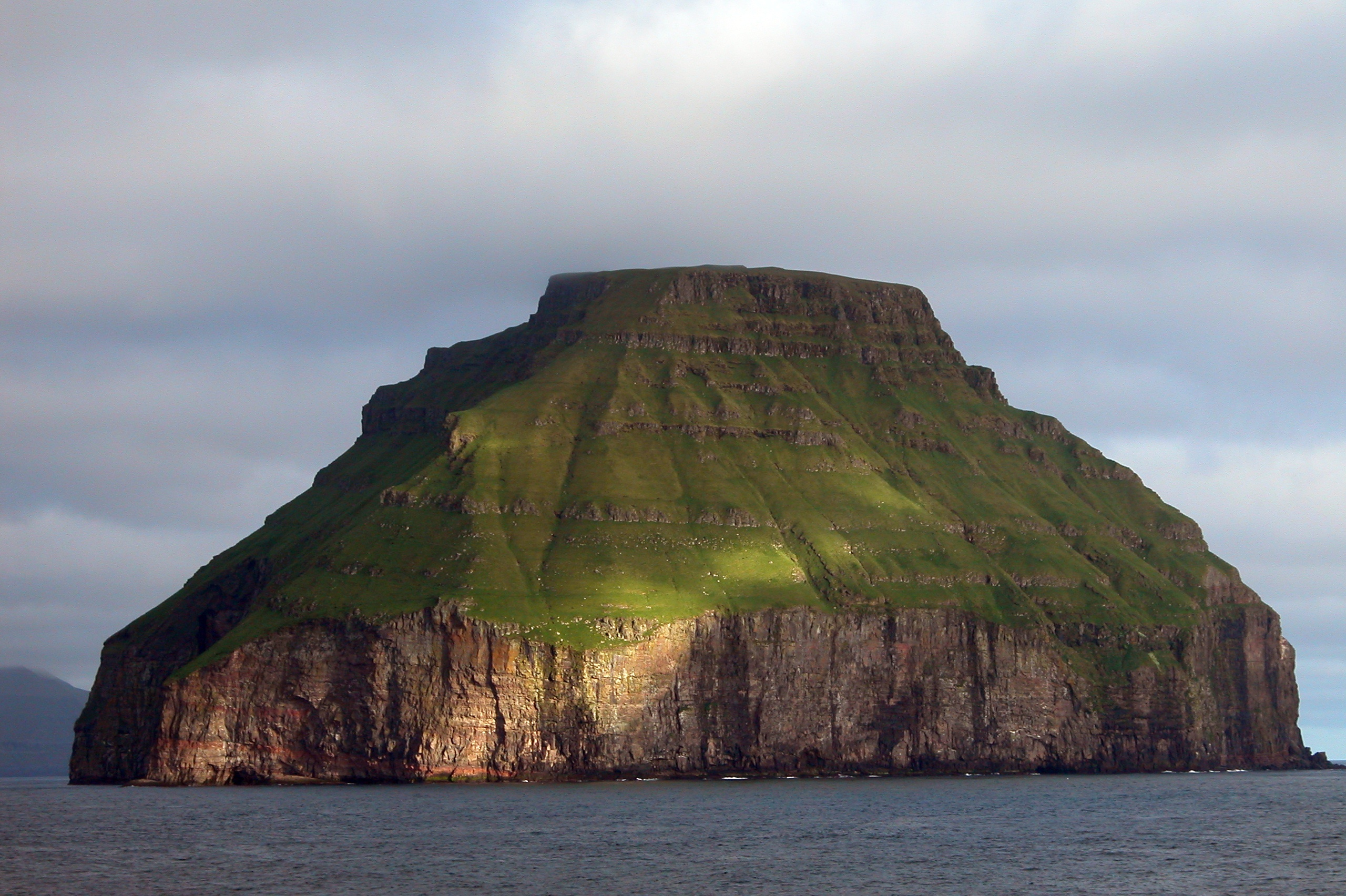
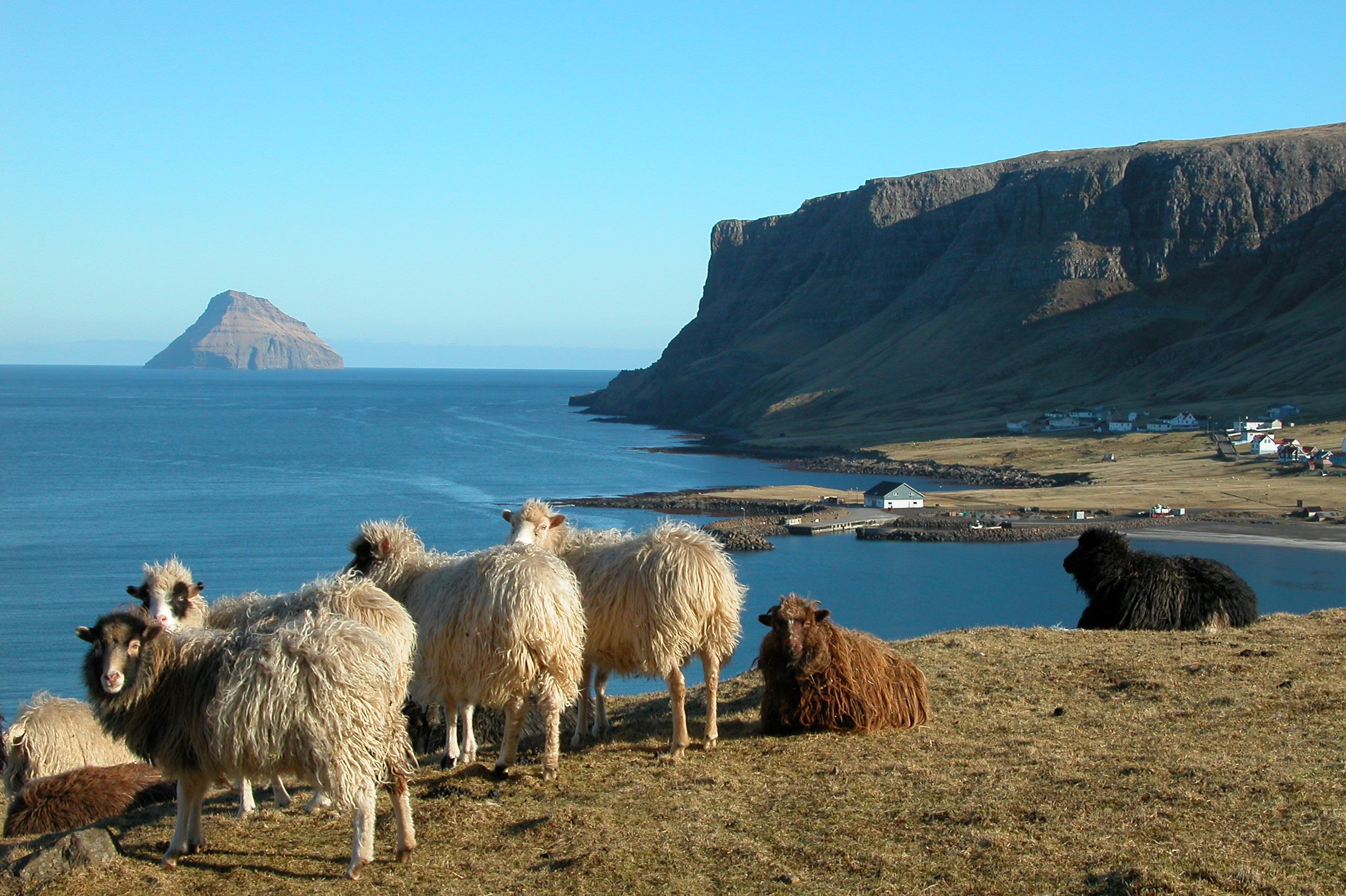